# АЦ-40 (131) мод. 137
АЦ-40 (131) модель 137 — пожарная автоцистерна на шасси полноприводного грузового автомобиля ЗИЛ-131. Предназначена для доставки к месту пожара боевого расчёта из 7 человек, пожарного оборудования, воды и пенообразователя, а также для тушения пожара водой из цистерны, открытого водоёма или водопроводной сети, воздушно-механической пеной с использованием привезённого или забираемого из постороннего резервуара пенообразователя. Самый распространенный тип пожарного автомобиля на территории бывшего СССР, который до сих пор можно встретить практически во всех городах и сельских районах на пространстве СНГ. Силуэт именно этой машины стал настолько узнаваем, что его стилизованное изображение часто используется в пожарной атрибутике или на плакатах противопожарной пропаганды.
Машинами этого типа с начала 1970-х годов комплектовались городские и сельские пожарные части, ведомственные пожарные части, пожарные подразделения в войсковых частях, пожарно-химические станции лесной охраны, аэродромы, морские и речные порты. За счет высокой проходимости базового шасси машина получилась универсальной, способной добраться до очага пожара даже по бездорожью или в условиях снежных заносов на дорогах и во дворах. Удачной оказалась и конструкция пожарной надстройки, которая обладала сравнительно простой и ремонтопригодной (даже в условиях сельских пожарных частей) конструкцией, достаточно удачным насосом, продуманным расположением пожарного вооружения, лафетным стволом.
Были у машины и недостатки: прежде всего невысокие динамические характеристики, перегрев двигателя при работе насоса (поэтому для машин, поставляемых в жаркие регионы СССР, было предусмотрено дополнительное охлаждение водой, подаваемой из цистерны или гидранта), большая посадочная высота, которая затрудняла быстрый выход боевого расчета из кабины и приводила к травмам.
Выпускалась Прилукским заводом противопожарного оборудования с 1970 по 1984 годы (опытный образец собран в 1968 году там же). С 1984 года выпускается модификация АЦ-40 (131) модель 137А, с увеличенным на 100 литров объёмом цистерны и управлением лафетным стволом из кабины. В 1983 году также выпущен опытный образец машины АЦ-40/3 (131) модель 137А-01 с комбинированным насосом ПНК-40/3 с катушкой и стволом высокого давления. В серию эта модификация не пошла.
Автомобили этого типа до сих пор массово эксплуатируются. Даже в пожарных частях, которые получили новую технику, АЦ-40 (131) мод. 137 продолжают службу в качестве резерва. Множество машин 1980-х годов выпуска стоят еще законсервированными с завода. Тем не менее МЧС России производит постепенный вывод из эксплуатации этих автомобилей. Из крупных городов хорошо сохранившиеся машины передаются в сельские пожарные части, где зачастую заменяют вышедшие из строя однотипные. Передаются машины и добровольной пожарной охране.
В Казахстане и Узбекистане по причине дефицита запчастей для шасси ЗиЛ и их высокой степени износа, пожарная надстройка 137-й модели переставляется на другие шасси (чаще всего корейские или китайские) и продолжает службу.
В Республике Татарстан по инициативе Главы Республики работает уникальная государственная программа капитального ремонта пожарной техники. На предприятии в г. Набережные Челны автомашинам ЗиЛ, КамАЗ, УрАЛ дают вторую жизнь, оснащая новыми двигателями и современным оборудованием пожаротушения. Пожарные автомашины на шасси ЗиЛ-131 очень незаменимы в сельских районах Республики прежде всего из-за простоты в обслуживании и отличной проходимости.

## Тактико-технические характеристики[1]
Пожарный насос:
- модель — ПН-40УВ
- тип — центробежный одноступенчатый
- подача, л/сек — 40
- напор, м — 100
- частота вращения, об/мин — 2700
- наибольшая геометрическая высота всасывания, м — 7
- контрольная геометрическая высота всасывания, м — 3,5

Пеносмеситель:
- тип — водоструйный эжектор
- производительность по пене при кратности 10, м³/мин — 4,7; 9,4; 14,1; 18,8; 23,5

Всасывающий аппарат:
- тип — газоструйный или воздушный эжектор
- наибольшая геометрическая высота всасывания, м — 7
- время заполнения насоса водой (при высоте всасывания 7 м, всасывающем рукаве диаметром 125 мм и длиной 8 м), сек — 55 (эжектор), 30 (вакуумный струйный насос)

Сигнал тревоги:
- газовая или электрическая сирена

Вместимость, л:
- цистерны для воды — 2400 (2500 — мод. 137 А)
- бака для пенообразователя — 170

Лафетный ствол:
- модель — ПЛС-П20
- расход воды, л/сек — 19
- кратность пены на выходе из ствола − 6

Распределение массы, кг:
- на передний мост — 2980
- на заднюю тележку — 8170

## В сувенирной индустрии
- Масштабные модели пожарной автоцистерны АЦ-40(131)-137 выпускаются производителями Автоистория (АИСТ) и Start Scale Models (SSM). 2 сентября 2019 года вышел первый выпуск журнала «Легендарные грузовики СССР» от фирмы Modimio АЦ-40(131)-137 «Ветеран пожарной службы», который, помимо журнала и модели, содержит в себе красочную открытку с изображением автомобиля. В 2020 году украинской фирмой ICM была выпущена пластиковая сборная модель автоцистерны АЦ-40(131)-137А в масштабе 1/35.